# Ankürai Szent Nilus
Ankürai Nilus (görögösen Neilosz), más néven Sínai Szent Nilus, Idősebb Szent Nilus (? – kb. 430) ókeresztény író, Aranyszájú Szent János tanítványainak és védelmezőinek egyike.

## Élete
A róla szóló első információk alapján Nilus egy egyházon kívüli, családos ember volt, a konstantinápolyi bíróság egyik hivatalnoka. Aranyszájú Szent János pátriárkasága idején, annak első száműzetése előtt ő irányította Nilust a Szentírás tanulmányozásában és a vallásosság terén. 390-ben vagy 404-ben Nilus elhagyta feleségét és egyik fiát, és másik fiával, Theodulossal a Sínai hegységbe ment, hogy szerzetes legyen. Ott éltek kb. 410-ig, amikor szaracénok támadták meg a kolostort és fiát foglyul ejtették. Fel akarták áldozni a fiút istenüknek, végül azonban eladták rabszolgának, így a palesztinai Eleusa püspök tulajdona lett. Közben Nilus is elhagyta a kolostort, hogy fiát keresse, és sikerült is rátalálnia a püspöknél. A püspök mindkettőjüket szerzetessé szentelte és visszaengedte a Sinai hegyre. 430-ig biztosan életben volt Nilus, halálának pontos ideje azonban ismeretlen, néhány író szerint 451-ig élt.
A kolostori írásai és levelezései alapján fontos szerepe volt a kor történelmében. Teológusként, Biblia-tanárként és aszkéta íróként volt ismert. Számos munkájának, levelének volt témája az eretnekség, pogányság és bűn ellenzése, és az aszkétizmus elvei és szabályai. Félelem nélkül fenyegetett meg magas rangú embereket, apátokat, püspököket, kormányzókat, hercegeket, még magát a császárt is. Levelezésben állt Gainával, a gótok vezetőjével annak érdekében, hogy áttérítse őt az arianizmusról. Erőteljesen elítélte Aranyszájú Szent János üldöztetését mind a császár, mind udvaroncai ellenében.

## Szent Nilus próféciája
Szent Nilus próféciája egy bizonytalan forrásból származó apokrif mű, melyben az apokalipszis eljövetelét jósolja a 19. vagy 20. századra. Kétséges, hogy valóban ő a szerzője, illetve a létrejötte dátuma is ellenőrizhetetlen. Egy forrás a Bibliotheca Sanctorum IX kötetének 1008. oldalát határozza meg a szöveg egyik lehetséges forrásaként.

## Fordítás
- Ez a szócikk részben vagy egészben  a   Nilus of Sinai című angol Wikipédia-szócikk fordításán alapul.  Az eredeti cikk szerkesztőit annak laptörténete sorolja fel. Ez a jelzés csupán a megfogalmazás eredetét és a szerzői jogokat jelzi, nem szolgál a cikkben szereplő információk forrásmegjelöléseként.